# Gonomyia pratapi
Gonomyia pratapi är en tvåvingeart som beskrevs av Alexander 1958. Gonomyia pratapi ingår i släktet Gonomyia och familjen småharkrankar.
Artens utbredningsområde är Nepal. Inga underarter finns listade i Catalogue of Life.